# Flughafen Almaty

i8
i11
i13
Der Flughafen Almaty (kasachisch Халықаралық Алматы Әуежайы, IATA-Code: ALA, ICAO-Code: UAAA) ist mit 6,1 Millionen Passagieren (Stand 2021) der größte Flughafen des asiatischen Landes Kasachstan und liegt etwa 18 Kilometer von der ehemaligen Hauptstadt Almaty entfernt. Hier findet sowohl nationaler als auch internationaler Flugverkehr statt.

## Geschichte
Nachdem Alma-Ata, wie Almaty bis 1993 hieß, 1927 Hauptstadt der Kasachischen ASSR wurde, begann man auch mit dem Ausbau der Infrastruktur der Stadt. So wurde 1935 ein kleiner Flughafen eröffnet, von dem aus es eine Verbindung nach Moskau gab. Das erste Terminal wurde 1936 eröffnet. Am 1. November 1977 wurde zwischen Alma-Ata und Moskau der erste Linienbetrieb mit der Tupolew Tu-144, dem ersten Überschallverkehrsflugzeug der Welt, aufgenommen. Der Erstflug zwischen dem Moskauer Flughafen Domodedowo und Alma-Ata dauerte eine Stunde und 59 Minuten für eine Strecke von 3300 Kilometern.
Zu Zeiten der Sowjetunion gehörten der Flughafen und seine Infrastruktur dem sowjetischen Staat und wurden von der Kasachischen Abteilung für Zivilluftfahrt betrieben und verwaltet. Nach der Unabhängigkeit Kasachstans wurde er am 26. April 1991 als Flughafen Alma-Ata in eine eigene Gesellschaft umstrukturiert. 1993 wurde er Teil der Nationalen Aktiengesellschaft Qasaqstan Äuje Scholy (kas. Қазақстан Әуе Жолы), dem Nachfolger der kasachischen Zivilluftfahrtbehörde. Im Rahmen von Privatisierungsprogrammen im Land wurde der Flughafen 1994 in eine offene Aktiengesellschaft umgewandelt und von Staatseigentum in Privatbesitz übertragen. In den folgenden Jahren wechselte der Flughafen Almaty mehrmals den Besitzer. 1998 wurde die Start- und Landebahn saniert. In der Nacht vom 9. auf den 10. Juli 1999 brannte das Terminal des Flughafens fast vollständig nieder. Das Feuer konnte von den Einsatzkräften erst nach mehr als sieben Stunden gelöscht werden.
Nachdem das bisherige Terminal abgebrannt war, wurde 2004 ein Neues eröffnet. Am 30. September 2008 wurde eine zweite Start- und Landebahn eröffnet, die die Kapazität des Flughafens erhöhte und mehr Starts und Landungen ermöglichte. Im April 2011 wurde der Flughafen für 12,6 Milliarden Tenge (86,7 Millionen US-Dollar) an ausländische Investoren verkauft. Er wurde daraufhin Eigentum der niederländischen Venus Airport Investments BV. Ende 2012 wurde das Hauptterminal erweitert und um ein Gebäude ergänzt, in dem Inlandsverbindungen abgefertigt werden.
Im Mai 2020 erwarb ein türkisch-russisches Konsortium aus der TAV Airports Holding und VPE Capital für 415 Millionen US-Dollar den Flughafen. Dabei erhielt die türkische TAV Airports Holding mindestens 75 Prozent der Anteile. Vorgesehen ist dabei auch der Bau eines neuen Terminals und eine Modernisierung der Flughafenanlagen.

## Flughafenanlagen und Fluggesellschaften
Der Flughafen verfügt über zwei Start- und Landebahnen sowie über ein Terminal. Almaty ist eines von zwei Luftfahrt-Drehkreuzen für die staatliche Fluggesellschaft Air Astana, ehemals auch für die Vorgängerin Air Kazakhstan. Außerdem ist er der Heimatflughafen von Fly Arystan und der Qazaq Air.
Aus Europa fliegen Lufthansa, Aeroflot, Turkish Airlines den Flughafen Almaty an.

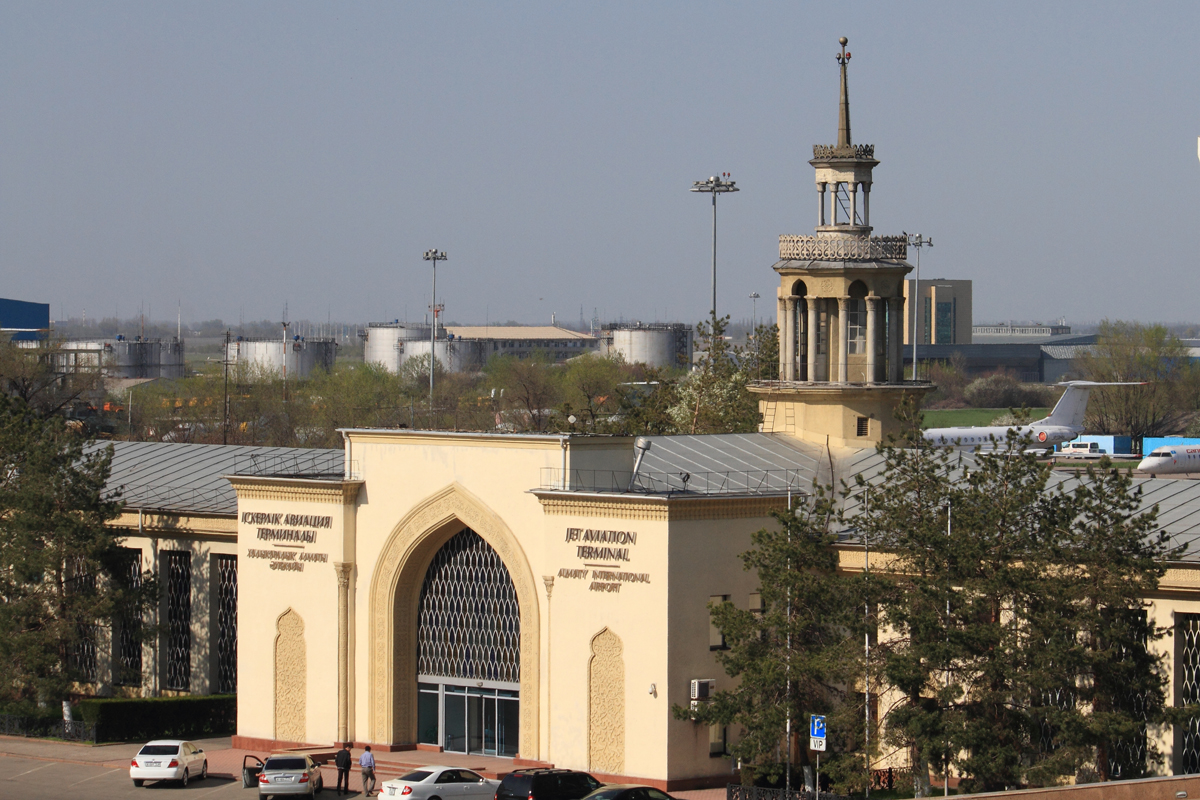
Historisches Flughafengebäude aus dem Jahr 1936. Heute befindet sich darin das Geschäftsterminal.
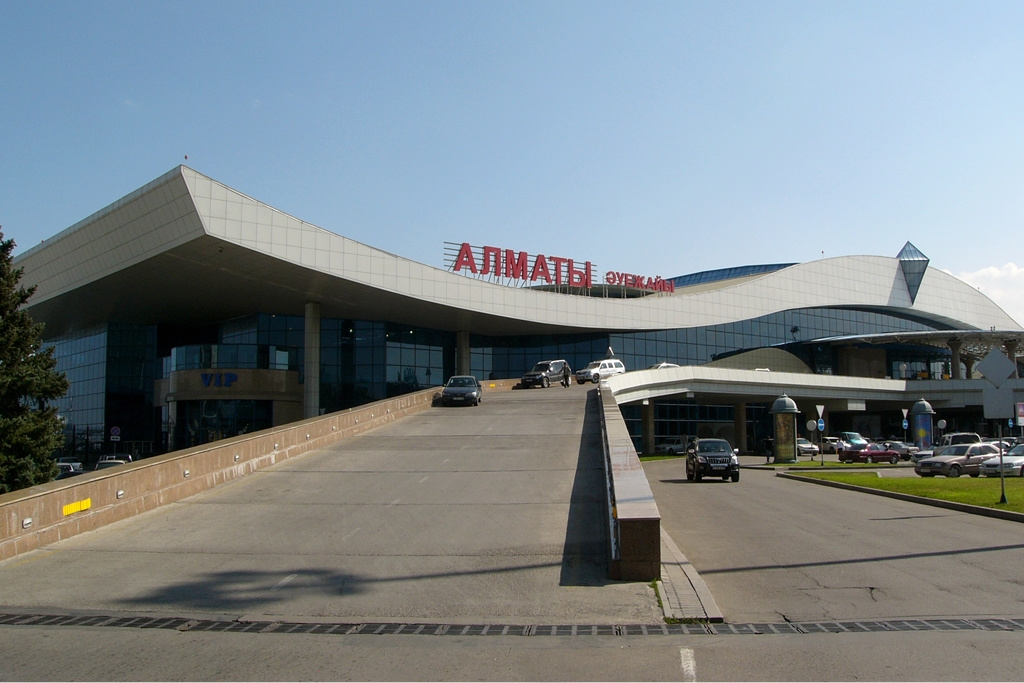
Neues Terminal aus dem Jahr 2004
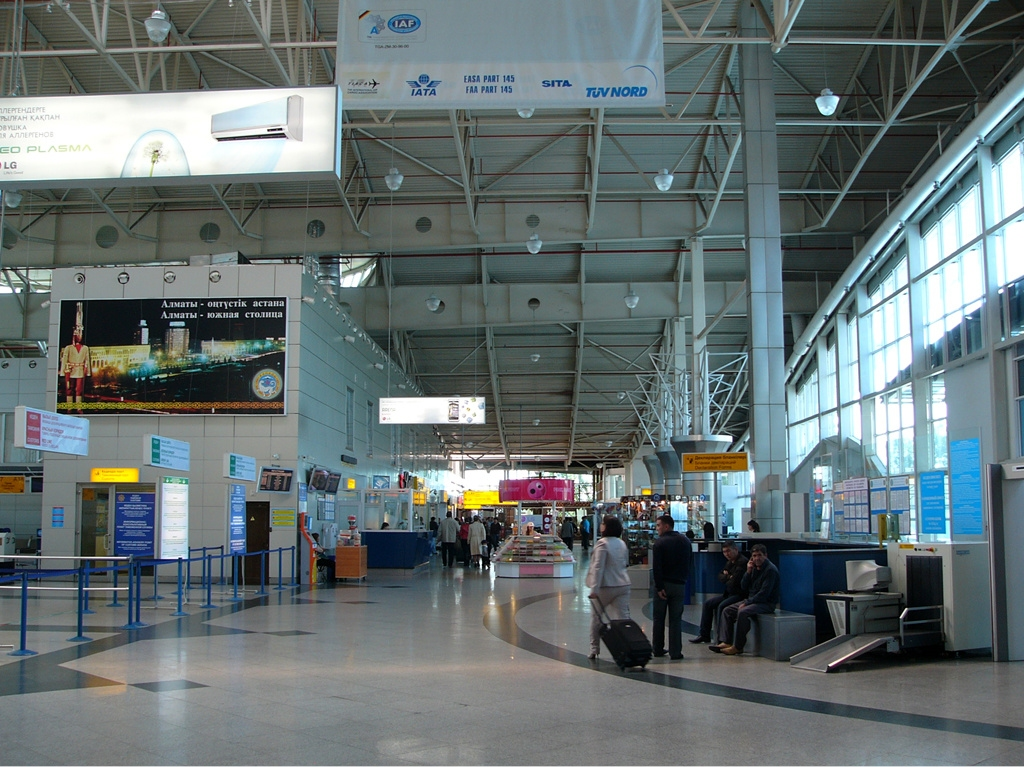
Innenbereich des neuen Terminals

## Verkehrsstatistik
| Betriebs- jahr | Fluggast- aufkommen | Luftfracht (Tonnen) |
| -------------- | ------------------- | ------------------- |
| 2012           | 4.002.976           | 76.523              |
| 2013           | 4.323.220           | 66.693              |
| 2014           | 4.588.885           | 65.401              |
| 2015           | 4.905.307           | 52.196              |
| 2016           | 4.878.450           | 52.928              |
| 2017           | 5.640.810           | 65.901              |
| 2018           | 5.686.933           | 58.471              |
| 2019           | 6.422.829           | 69.099              |
| 2020           | 3.617.500           |                     |
| 2021           | 6.099.212           |                     |

## Zwischenfälle
- Am 4. Januar 1965 stürzte eine Iljuschin Il-18 auf dem Aeroflot-Flug 20 beim Landeanflug auf Almaty wegen schlechter Sichtverhältnisse ab. Von den 103 an Bord befindlichen Personen kamen 64 ums Leben.[9]

- Am 24. März 1969 stürzte eine Antonow An-24 auf dem Aeroflot-Flug 2305 nach Karaganda wenige Minuten nach dem Start ab. Das rechte Triebwerk hatte nach dem Einfahren des Fahrwerks an Leistung verloren, was zu einem Geschwindigkeits- und Höhenverlust führte. Das Flugzeug berührte dadurch die Baumkronen und stürzte zu Boden. Von den 35 Menschen an Bord kamen vier ums Leben.[10]

- Am 13. Januar 1977 verunglückte eine Tupolew Tu-104 auf dem Aeroflot-Flug 3843 aus Chabarowsk kommend beim Anflug. Durch einen Triebwerksbrand verloren die Piloten die Kontrolle über das Flugzeug, das schließlich auf einem Feld unweit des Flughafens aufschlug, explodierte und in zwei Teile zerbrach. Alle 82 Passagiere und die acht Besatzungsmitglieder kamen ums Leben.

- Am 8. Juli 1980 stürzte eine Tupolew Tu-154 der Aeroflot kurz nach dem Start ab. Die Maschine, die auf dem Weg nach Rostow am Don war, war kurz nach dem Start starken Scherwinden ausgesetzt und durch den dadurch verursachten Downburst nach unten gedrückt worden, wodurch es zum Strömungsabriss kam. Alle 156 Passagiere und zehn Besatzungsmitglieder kamen ums Leben. Es ist bis heute der schwerste Flugzeugabsturz auf dem Gebiet des heutigen Kasachstan.[11]

- Am 30. August 1983 verunglückte eine Tupolew Tu-134 auf dem innersowjetischen Linienflug Aeroflot-Flug 5463 aus Tscheljabinsk kommend beim Landeanflug auf Almaty. Durch Fehler sowohl der Flugverkehrskontrolle als auch der Piloten der Maschine kollidierte das Flugzeug etwa 36 Kilometer von Almaty entfernt mit einem Berg, wodurch alle 90 an Bord befindlichen Menschen  ums Leben kamen.

- Am 29. Januar 2013 kamen alle 16 Passagiere und die fünf Besatzungsmitglieder einer Bombardier CRJ200 der kasachischen SCAT Airlines (UP-CJ006) ums Leben, nachdem die Piloten den Anflug auf dem Flughafen Almaty wegen fehlender Bodensicht abbrechen mussten und die Maschine beim Durchstarten aus ungeklärter Ursache in einen Sinkflug überging (siehe auch SCAT-Flug 760).[12][13]

- Am 27. Dezember 2019 kamen von den 95 Passagieren und fünf Besatzungsmitgliedern einer Fokker 100 auf Bek-Air-Flug 2100 zwölf Menschen ums Leben, nachdem die Maschine kurz nach dem Start wieder nach unten durchsackte und eine Betonmauer hinter der Startbahn durchbrach, ehe sie mit einem Gebäude kollidierte.

- Am 13. März 2021 stürzte eine Antonow An-26 des KNB, des kasachischen Geheimdienstes, beim Landeanflug ab. Vier Personen an Bord wurden getötet und zwei weitere schwer verletzt.[14]